# 圣约瑟夫 (卢瓦尔省)
圣约瑟夫（法語：Saint-Joseph，法語發音：[sɛ̃ ʒozɛf]）是法国卢瓦尔省的一个市镇，位于该省东南部，属于圣艾蒂安区。

## 地理
圣约瑟夫（45°33'25"N, 4°37'4"E）面积8.05 平方千米，位于法国奥弗涅-罗讷-阿尔卑斯大区卢瓦尔省，是一座典型的法国乡村小镇，和相邻的重工业城市里沃德日耶形成鲜明对比。
与圣约瑟夫接壤的市镇（或旧市镇、城区）包括：里沃德日耶、圣马丹拉普莱讷、沙巴尼耶尔。
圣约瑟夫的时区为UTC+01:00、UTC+02:00（夏令时）。

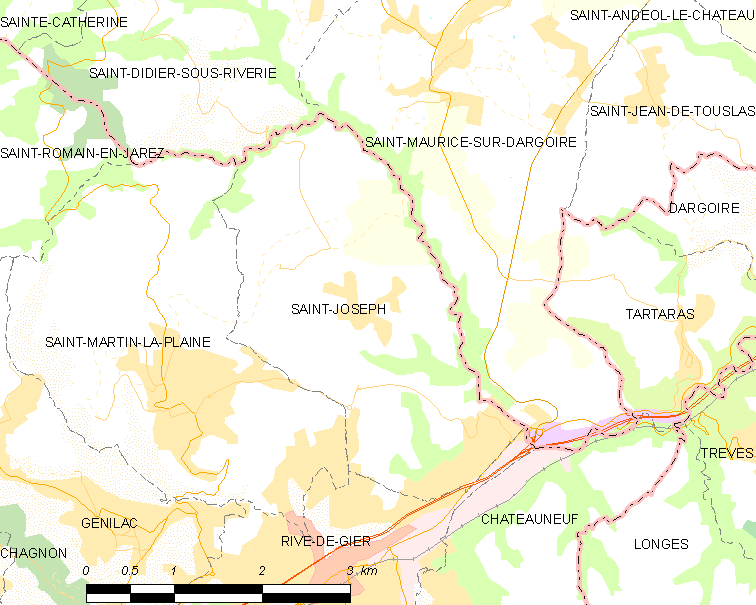
圣约瑟夫的OSM定位图

## 行政
圣约瑟夫的邮政编码为42800，INSEE市镇编码为42242。

## 政治
圣约瑟夫所属的省级选区为里沃德日耶县。

## 交通
卢瓦尔省省道D30线和D37线在境内交汇。

## 人口

1962-2008年间圣约瑟夫人口变化图示

圣约瑟夫于2022年1月1日时的人口数量为1978人。